# Јан ван Дипенбек
Јан Антони ван Дипенбек (хол. Jan van Diepenbeek; Утрехт, 5. август 1903 — 8. август 1981) био је холандски фудбалер који је играо за Ајакс. Представљао је фудбалску репрезентацију Холандије на Светском првенству у фудбалу 1934. године, али није одиграо ниједну утакмицу.

## Клупска каријера
Ван Дипенбек који је био познат по игрању са наочарима одиграо је 207 мечева за Ајакс између 1929. и 1938. године.

## Међународна каријера
Ван Дипенбек је дебитовао за Холандију у пријатељској утакмици против Аустрије у децембру 1933. и одиграо је укупно 4 утакмице, без постигнутог гола.